# Michaeliskirche (Schirgiswalde)

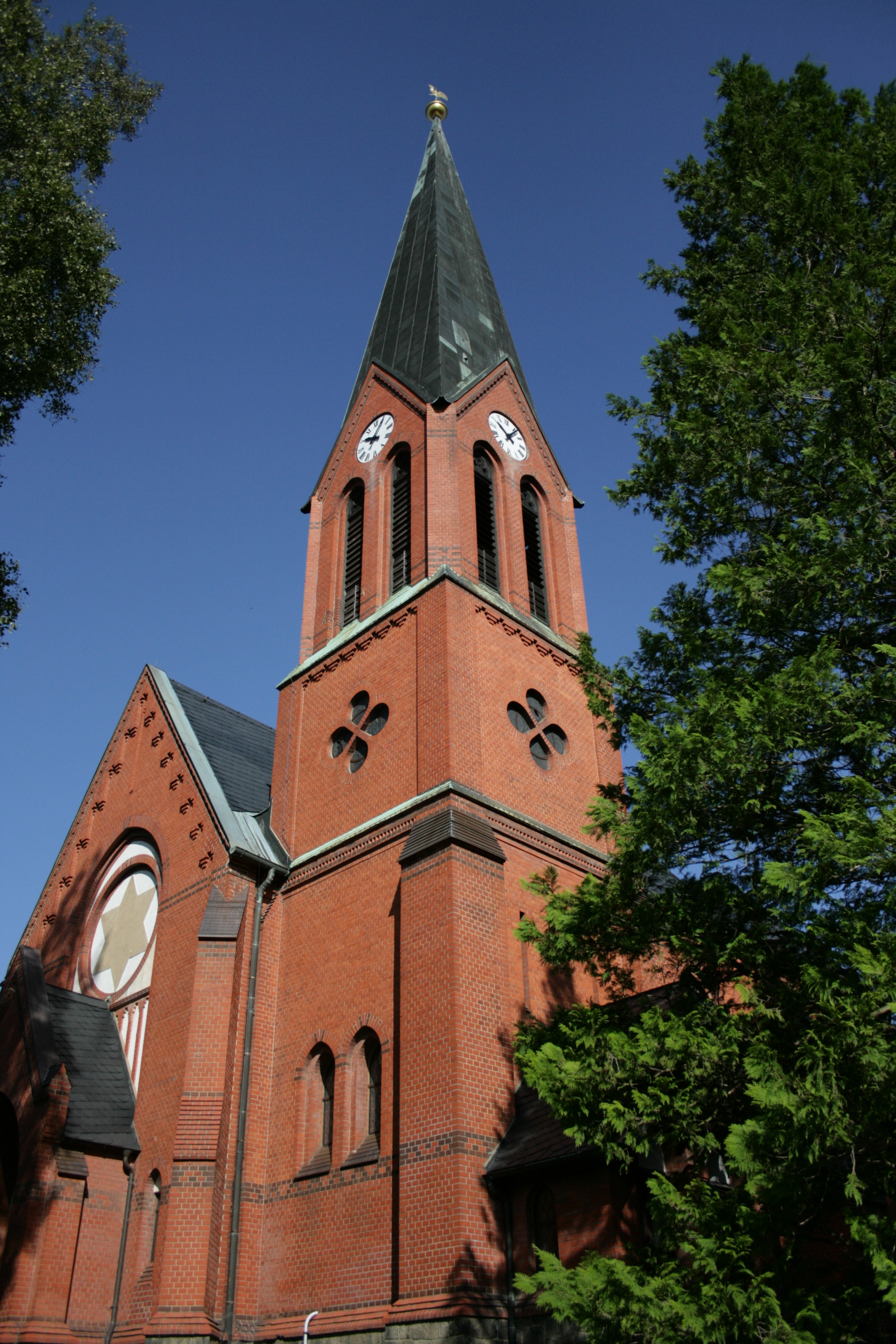
Michaeliskirche Schirgiswalde

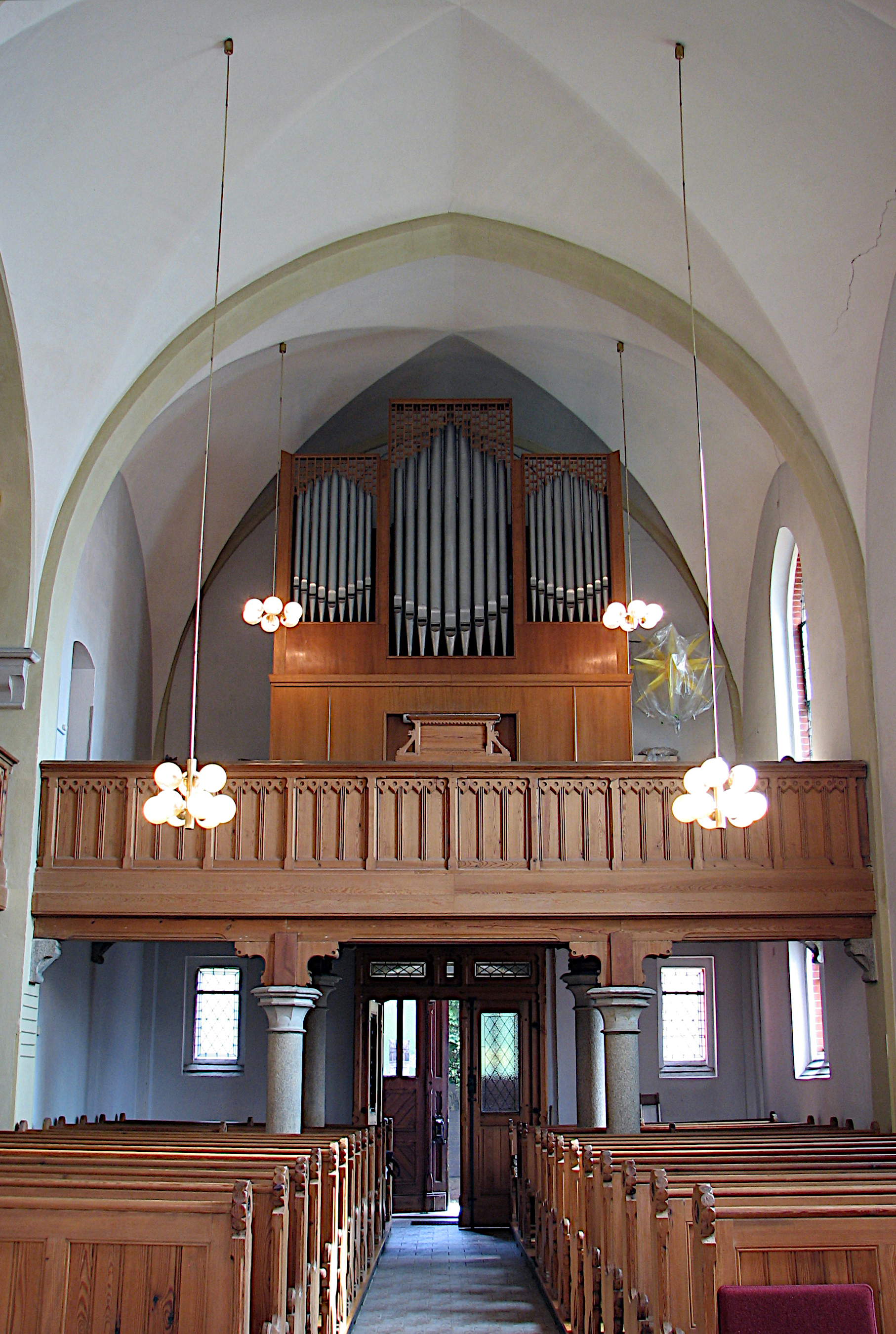
Innenraum zur Orgel

Die evangelisch-lutherische Michaeliskirche in der Stadt Schirgiswalde-Kirschau im Ortsteil Schirgiswalde ist das Gotteshaus der Kirchgemeinde Schirgiswalde.

## Geschichte und Architektur
Beim Übergang der Oberlausitz 1635 an das Kurfürstentum Sachsen verblieb Schirgiswalde als eine Exklave beim habsburgischen Königreich Böhmen, um dann im Zuge der Gegenreformation katholisch wiederbesiedelt zu werden. Erst 1845 fiel der Ort endgültig an Sachsen, so dass in der Folgezeit eine evangelische Gemeinde entstand. Der am 28. September 1896, dem Vortag des Michaelistages dem Erzengel Michael geweihte Kirchenbau entstand nach Plänen des Leipziger Baurat Julius Zeißig als zweischiffiger neugotischer Backsteinbau über Granitsockel mit asymmetrisch gesetztem Turm und übergiebeltem Portalvorbau und polygonaler Apsis, der Turm besitzt einen Portalvorbau mit Holzkonstruktion. Die ursprünglich als Hexagramm gestaltete, heute vermauerte Fensterrose der Fassade ist in der Putzfläche angedeutet.

## Ausstattung
Der kreuzgratgewölbte Kirchenraum ist mit einer Empore im Seitenschiff und für die Orgel im Hauptschiff ausgestattet. Der Chor besitzt eine moderne Neuverglasung.

### Orgel
Die Kirche besitzt eine 1896 von Hermann Eule aus Bautzen erbaute Orgel.  Das mit 15 Registern auf zwei Manualen und Pedal ausgestattete Instrument wurde 2015 restauriert und mit einem neuen Prospekt versehen.

Koordinaten: 51° 4′ 36,3″ N, 14° 25′ 48,7″ O